# Walter Harper
Walter Harper (ur. 1 stycznia 1892, zm. 25 października 1918) – pierwsza osoba na szczycie Denali (McKinley), najwyższej górze Ameryki Północnej. Był pół Indianinem, pół Szkotem.
Był najmłodszym z ośmiorga dzieci Jennie Harper, alaskańskiej Indianki z plemienia Atabasków i Szkota Arthura Harpera. Uczestniczył w wyprawie Hudsona Stucka. 7 czerwca 1913 stanął na szczycie jako pierwszy. Koledzy uznali, że należy mu się to jako półkrwi tubylcowi.